# Kamtjatka kraj

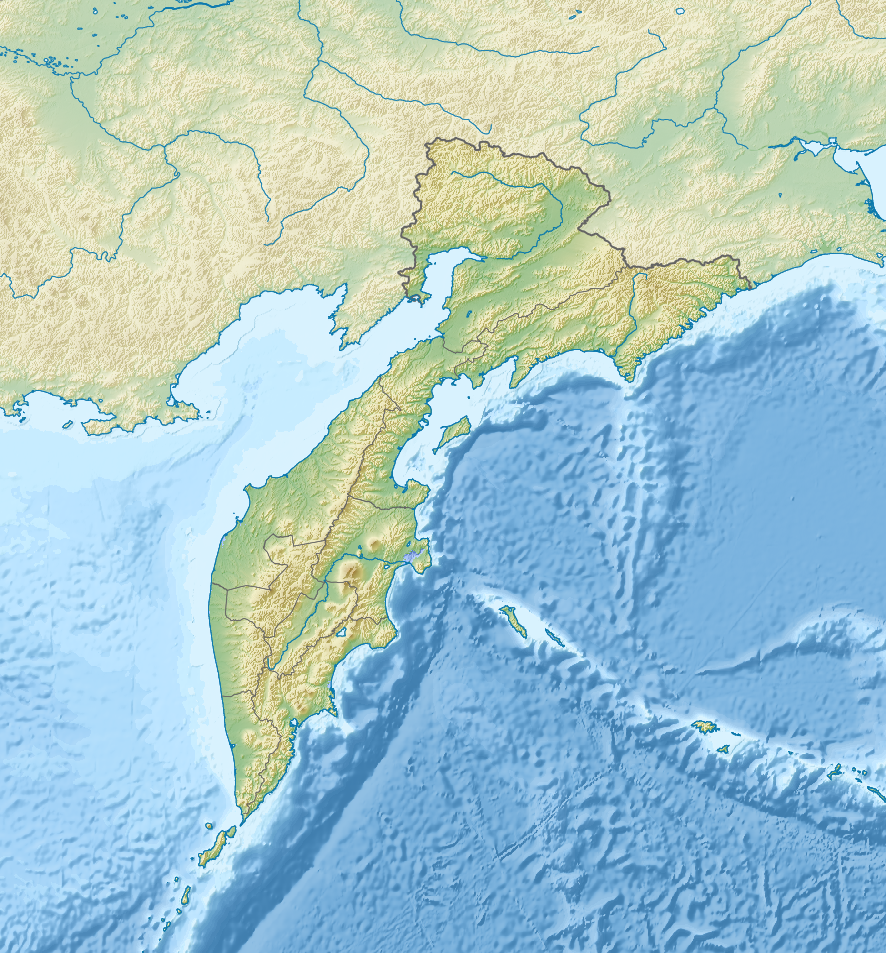
Kamtjatka kraj

Kamtjatka kraj (ryska: Камча́тский край, Kamtjatskij kraj) är ett kraj omfattande främst Kamtjatkahalvön i östra Ryssland. Det bildades den 1 juli 2007 genom sammanslagningen av Kamtjatka oblast och det autonoma distriktet Korjakien, till följd av en folkomröstning i frågan som hölls den 23 oktober 2005. Administrativt centrum är Petropavlovsk-Kamtjatskij. Krajet har cirka 320 000 invånare på en yta av 472 300 km².